# Ranunculus cuneifolius
Ranunculus cuneifolius là một loài thực vật có hoa trong họ Mao lương. Loài này được Maxim. miêu tả khoa học đầu tiên năm 1877.